# Xian de Haiyuan
Le xian de Haiyuan (海原县 ; pinyin : Hǎiyuán Xiàn) est un district administratif de la région autonome du Ningxia en Chine. Il est placé sous la juridiction de la ville-préfecture de Zhongwei.

## Géographie
La superficie du district est de 6 899 km2.

## Démographie
La population du district était de 370 734 habitants en 1999.